# 오치아이 후쿠시
오치아이 후쿠시(落合 福嗣, おちあい ふくし, 1987년 8월 20일 -)는 일본의 남성 성우, 나레이터이다. 아오니 프로덕션 소속. 아이치현 나고야시 출신.

## 출연작품

### TV 애니메이션
2015년
- 그것이 성우! (이벤트의 스탭, 팬)
- 다이아몬드 A -SECOND SEASON -(2015년 - 2016년, 타마키 코지, 관객, 청도 응원)
- 마루코는 아홉살 (2015년 - 2021년, 야끼소바집, 서부오)

2016년
- 영검산 예지의 자격 (문보 행차 방 곰)
- 재와 환상의 그림갈 (모구조)
- 홍각의 판도라 (깡패 C)
- 돈가스 DJ 아게타로  (나츠메구지)
- 나의 히어로 아카데미아 (1P메카, 생도)
- 오자루마루 (2016년 - 2018년, 귀양사탕집, 프로레슬러, 사장님, 잉어, 맞선상대)
- 마기 신밧드의 모험서 (기사 G)
- 아와레! 메이사쿠 군 (타나카, 키타)
- 아만츄 (2016년 - 2018년, 타와시 군) - 2시리즈
- 리라이트 (동아, 초인, 마법사 반장)
- 노부나가의 시노비 (2016년 - 2018년, 이마가와 우지마, 안도 모리슈, 미요시 나가이쓰, 니와 나가히데, 기타바타케 히사후사, 키노시타 히데나가, 오카 요시마사, 마사오) - 3시리즈
- orange (텍야)
- 달콤달콤 & 짜릿짜릿 (아버지)
- 배터리 (사키야마)
- PERSONA 5 the Animation - THE DAY BREAKERS - （陽気なMC ）
- 타이거 마스크 W(2016년 - 2017년, 미국 레프리, 젊은 피, EVIL, 직원 외)
- ALL OUT!! (2016년 - 2017년, 아츠타 타케오[26], 오치아이 케이타, 쿠라야마 타케야, 호소야 쵸지)

2017년
- 3월의 라이온 (장기연맹 직원)
- 가브릴 드롭아웃 (플레이어)
- 치루란 신선조진혼가 (시마다 사케)
- AKIBA'S TRIP -THE ANIMATION-(점원)
- 엘드라이브  (데밀 Jr.)
- 영광없는 천재들의 이야기  (수영부원B)
- 변변찮은 마술강사와 금기교전  (카이=파니스)
- 에메랄드 플래닛 (재무대신)
- 프린세스 프린서플 (베아트리스)
- 요괴 아파트의 우아한 일상 (불량 C)
- 명탐정 코난 (2017년 - 2020년, 하야시 형사, 후루카와 요시히사)
- THE IDOLM @ STER Prologue SideM - Episode of Jupiter - （스카우트 맨）
- ROBOMASTERS THE ANIMATED SERIES(오 슌, 실황 <아반>)
- 가로〈GARO〉 -VANISHING LINE- (커플·남자)
- 닌자보이 란타로(사무라이)
- UQ HOLDER! ~마법선생 네기마! 2~ (검은옷)
- 왕 게임 The Animation  (오노 아키라)
- 블랙 클로버 (코자)
- 혈계전선 & BEYOND  (이계의 거친 사람들)
- 말랑요정 치치 (닝마루군, 호랑이)
- 이누야시키 (남학생)

2018년
- 오우카인법첩: 바질리스크 신장   (등딱지 식부, 가신)
- 클래시컬로이드 (유목)
- 장난을 잘 치는 타카기 양 (2018년 - 2022년, 키무라) - 3시리즈
- 허긋토! 프리큐어 (2018년 - 2019년, 챠라리토)
- 하쿠메이와 미코치 (너구리)
- 그라제니  (본다 나츠노스케)
- 풀 메탈 패닉! Invisible Victory (작전본부 스태프)
- 게게게의 키타로 (제6작) (2018년 - 2019년, 물 요괴, 호우코우 외)
- 골든 카무이 (노가의 졸개들)
- 무효와 로지의 마법률상담사무소  (나나의 아버지)
- 사신 짱 드롭킥  (2018년 - 2020년, 치바 시게루) - 2시리즈
- 꿈왕국과 잠자는 100명의 왕자님 (나무B)
- 히노마루 스모  (2018년 - 2019년, 고세키 신야)
- 역전재판 ~그 「진실」, 이의 있소!~ (혼도보 카오루)

2019년
- 임사!! 에코다짱 (에코다의 남자친구)
- 폭조 바헌터 (위험어 데스 소울십)
- 전생했더니 슬라임이었던 건에 대하여(모험자들)
- 털뭉치 곤지로(점장)
- 후르츠 바스켓(남성)
- 붐보그 009 (붐보그 008)
- 여고생의 낭비(피넛P)
- BEASTARS(2019년 - 2021년, 산우, 코끼리, 개, 치타, 시시구미 / 짐마 외) - 2시리즈
- 가부키초 셜록(분마루)
- 키랏토 프리☆챤(2019년 - 2020년, 쿠로카와 유스케)

2020년
- 다윈즈 게임(시노드카)
- ID：INVADED 이드:인베이디드 (니시무라 츠키마루)
- 섀도우버스(이소자키 선생님)
- GIBIATE PROJECT (사쿠마 히데노리)
- 네코네코 일본사(코스기 사콘, 형부 친왕, 키라 요시후유)

2021년
- 반요의 야샤히메(아가씨)
- ONE PIECE (마셜 D. 티치 <어린이>)
- 배틀 아틀리스 대운동회 ReSTART RESTART! (지미 간논지, 밀어젖히기, 훼손, 어디 털)
- 메갈로 복스(봉지리)
- 순백의 소리(아라카와시오)
- 거미입니다만, 문제라도? (게이츠)
- 우리들의 리메이크 (스기모토 미키오)
- 플래티넘 엔드 (내일의 숙부)
- 빌디바이드 - (미쿠사 모리타네)

2022년
- 트라이브 나인 (다이몬 마나미)

### 극장판 애니메이션
2015년
- 신밧드 날아다니는 공주와 비밀의 섬 (포수 외)

2016년
- 훨씬 전부터 좋아했어요.~고백실행위원회~ (학생 외)

2017년
- 자라포섬의 모험(군마)
- 짧은 밤 걸어 아가씨(호객꾼)

2018년
- 나츠메 우인장 세상과 연을 맺다 (하바키)

2019년
- 타마 & 프렌즈 ~ 타마와 신기한 석조~ (블루53))
- Walking Meat (마살)
- 하늘의 푸르름을 아는 사람이여(나카무라 마사미치)

2020년
- 울고싶어 나는 내숭떨다 (하치메)

2021년
- 기동전사 건담: 섬광의 하사웨이 (레이먼드 케인)
- 극장판 안기고 싶은 남자 1위에게 협박 당하고 있습니다 ~스페인편~ (안토니오)

### OVA
- 하이 스쿨 D×D BorN (2015년, 블리자드 드래곤) ※ DX.2 BD 포함 한정판
- 아사오와 카세씨. (2018년)
- 놀리기 잘하는 다카기 씨 (2018년, 기무라) - 코믹스 제9권 OAD 포함 특별판

### 게임
2010년
- 용과 같이4 전설을 잇는 자 (오치아이 후쿠시)

2015년
- 프로야구 패미스터 리턴즈 (피노·CM 내레이션도 담당)
- 몬스터 열전 올레카 배틀(카마엘)

2016년
- 삼국지대전(2기) (조앙, 유봉, 구성, 마대, 주연 등)
- 신옥탑 메리 스켈터 (카도와키 영원)

2017년
- 슈퍼로봇대전V

2018년
- 슈퍼로봇대전X
- 풀 메탈 패닉! 싸우는 후 데어스 윈즈
- 신옥탑 메리 스켈터 2 (카도와키 영원)
- 퀴즈 매직 아카데미 로스트 판탈륨 (오오마지 펭귄)
- 도쿄 방과후 사모너스(에비스, 말둑)

2019년
- 슈퍼로봇대전T
- 라이자의 아틀리에~늘 어둠의 여왕과 비밀의 은신처~(럼버 드른)

2020년
- 사랑의 꽃 피는 백화원 (후지무라 카나에)
- 프로야구 패미스터 2020 (피노)
- 신옥탑 메리 스켈터 Finale (카도와키 영원)

2021년
- 브레이블리 디폴트II(헬리오)